# Naja multifasciata
Espèce
Synonymes
- Naia multifasciata Werner, 1902
- Paranaja multifasciata (Werner, 1902)
- Paranaja multifasciata anomala Sternfeld, 1917
- Elapechis duttoni Boulenger, 1904

Naja multifasciata est une espèce de serpents de la famille des Elapidae. 

## Répartition
Cette espèce se rencontre au Cameroun, au Gabon, au Congo-Brazzaville et au Congo-Kinshasa.

## Description
L'holotype de Naja multifasciata mesure 490 mm dont 60 mm pour la queue. C'est un serpent ovipare venimeux.

## Liste des sous-espèces
Selon The Reptile Database (18 février 2014) :
- Naja multifasciata anomala Sternfeld, 1917
- Naja multifasciata duttoni (Boulenger, 1904)
- Naja multifasciata multifasciata (Werner, 1902)

## Publications originales
- Boulenger, 1904 : Descriptions of two new Elapine snakes from the Congo. Annals and Magazine of Natural History, sér. 7, vol. 14, p. 14 (texte intégral).
- Sternfeld, 1917 : Reptilia und Amphibia in Schubotz, 1917 : Wissenschaftliche Ergebnisse der Zweiten Deutschen Zentral-Afrika-Expedition, 1910-1911 unter Führung Adolph Friedrichs, Herzog zu Mecklenburg. Leipzig: Klinkhardt & Biermann, vol. 1, Zoologie, p. 407-510 (texte intégral).
- Werner, 1902 : Ueber westafrikanische Reptilien. Verhandlungen der Kaiserlich-Königlichen Zoologisch-Botanischen Gesellschaft in Wien, vol. 52, p. 332-348 (texte intégral).